# Ullevi
Het Ullevi (Zweeds: Nya Ullevi voor Nieuw Ullevi) is een stadion in Göteborg, Zweden. Het is gebouwd in 1958 voor het WK voetbal. Sindsdien heeft het stadion vele evenementen gehuisvest.
Het stadion heeft nu 43.200 zitplaatsen, in 1959 haalde het nog een bezoekersaantal van 52.194. Het record werd echter gevestigd bij een optreden van Bruce Springsteen in 1985, met 64.000 bezoekers, toen ook het veld gebruikt kon worden. Tijdens dit concert verzakte het stadion in de zachte klei-ondergrond door het enthousiaste publiek, waarna extra fundering onder het stadion werd aangebracht. In 2012 werd het stadion verbouwd om plaats te kunnen bieden aan 75.000 bezoekers tijdens concerten, dit om te kunnen concurreren met de Friends Arena in Solna. Bruce Springsteen verbrak in juli 2012 zijn eigen record, door een concert te geven voor 66.561 toeschouwers.
Ullevi was stadion voor het EK voetbal van 1992 en voor de WK atletiek 1995, en voor de finale van de UEFA Cup in 2004. Het stadion ontving vier UEFA-sterren voordat dit systeem werd afgeschaft.
Tijdens de Europese kampioenschappen atletiek 2006 werd Kim Gevaert hier Europees kampioene op de 100 meter in 11.06 s en Bram Som (800 meter) werd de eerste Nederlandse Europees kampioen sinds 1982.
Het Oude Ullevi (Gamla Ullevi) uit 1916 bestaat nog steeds, en wordt gebruikt door IFK Göteborg, Örgryte IS en GAIS. Alleen voor grotere wedstrijden wijken deze clubs uit naar het Nya Ullevi.

## Kampioenschappen

### Atletiek
1995 WK atletiek
2006 EK atletiek

### Voetbal
Het stadion was twee keer gastheer op een groot voetbal toernooi. In 1958 op het WK voetbal en in 1992 op het EK voetbal. Hieronder een lijst met WK en EK interlands.
| №  | Datum        | Wedstrijd                  | Uitslag       | Competitie               | Toeschouwers |
| -- | ------------ | -------------------------- | ------------- | ------------------------ | ------------ |
| 1  | 8 juni 1958  | Sovjet-Unie – Engeland     | 2 – 2         | WK 1958                  | 49.348       |
| 2  | 11 juni 1958 | Brazilië – Engeland        | 0 – 0         | WK 1958                  | 40.895       |
| 3  | 15 juni 1958 | Brazilië – Sovjet-Unie     | 2 – 0         | WK 1958                  | 50.928       |
| 4  | 17 juni 1958 | Sovjet-Unie – Engeland     | 1 – 0         | WK 1958                  | 23.182       |
| 5  | 19 juni 1958 | Brazilië – Wales           | 1 – 0         | WK 1958                  | 25.000       |
| 6  | 24 juni 1958 | West-Duitsland – Zweden    | 1 – 3         | WK 1958                  | 50.000       |
| 7  | 28 juni 1958 | West-Duitsland – Frankrijk | 3 – 6         | WK 1958                  | 25.000       |
| 8  | 12 juni 1992 | Nederland – Schotland      | 1 – 0         | EK 1992 - Groepsfase (B) | 35.720       |
| 9  | 15 juni 1992 | Nederland – GOS            | 0 – 0         | EK 1992 - Groepsfase (B) | 34.400       |
| 10 | 18 juni 1992 | Nederland – Duitsland      | 3 – 1         | EK 1992 - Groepsfase (B) | 37.725       |
| 11 | 22 juni 1992 | Nederland – Denemarken     | 2 – 2 (4 – 5) | EK 1992 - Halve finale   | 37.450       |
| 12 | 26 juni 1992 | Denemarken – Duitsland     | 2 – 0         | Finale EK 1992           | 37.800       |

## Schaatsen
In Nederland is het Ullevi-stadion ook bekend als schaatsstadion. Zowel Henk van der Grift, Kees Verkerk als Ard Schenk werden ooit wereldkampioen in Ullevi. De schaatsbaan was bij haar opening in 1959 de eerste permanente kunstijsbaan ter wereld.

### Grote kampioenschappen

#### Internationale kampioenschappen
ISU kampioenschappen
- 1959 - EK allround mannen
- 1961 - WK allround mannen
- 1963 - EK allround mannen
- 1965 - EK allround mannen
- 1966 - WK allround mannen
- 1968 - WK allround mannen
- 1971 - WK allround mannen
- 1975 - WK sprint
- 1978 - WK allround mannen
- 1984 - WK allround mannen

ISSL kampioenschappen (profs)
- 1973 - ISSL WK allround
- 1973 - ISSL WK sprint

#### Nationale kampioenschappen
- 1960 - ZK allround mannen
- 1964 - ZK allround mannen
- 1965 - ZK allround vrouwen
- 1972 - ZK allround mannen
- 1973 - ZK allround vrouwen

### Wereldrecords
| Nr. | Discipline         | Naam             | Land      | Tijd    | Datum               |
| --- | ------------------ | ---------------- | --------- | ------- | ------------------- |
| 1.  | Grote vierkamp (m) | Fred Anton Maier | Noorwegen | 176,340 | 24/25 februari 1968 |
| 2.  | 10.000 meter (m)   | Ard Schenk       | Nederland | 15.01,6 | 14 februari 1971    |
| 3.  | Grote vierkamp (m) | Ard Schenk       | Nederland | 171,130 | 13/14 februari 1971 |

## Concerten
| #  | Datum            | Artiest                               | Aantal bezoekers |
| -- | ---------------- | ------------------------------------- | ---------------- |
| 1  | 28 juli 2012     | Bruce Springsteen & The E Street Band | 66.561           |
| 2  | 27 juli 2012     | Bruce Springsteen & The E Street Band | 66.018           |
| 3  | 8 juni 1985      | Bruce Springsteen & The E Street Band | 64.312           |
| 4  | 22 augustus 2015 | Metallica                             | 63.724           |
| 5  | 9 juni 1985      | Bruce Springsteen & The E Street Band | 62.544           |
| 6  | 11 juni 1983     | David Bowie                           | 61.206           |
| 7  | 1 augustus 2009  | U2                                    | 60.099           |
| 8  | 9 augustus 2009  | Madonna                               | 59.600           |
| 9  | 8 augustus 2009  | Madonna                               | 59.400           |
| 10 | 7 augustus 2004  | Gyllene Tider                         | 58.977           |
| 12 | 12 juni 1983     | David Bowie                           | 58.914           |
| 13 | 5 juli 2008      | Bruce Springsteen & The E Street Band | 58.620           |
| 14 | 29 juli 2005     | U2                                    | 58.478           |
| 15 | 22 juni 2003     | Bruce Springsteen & The E Street Band | 58.310           |
| 16 | 4 juli 2008      | Bruce Springsteen & The E Street Band | 57.942           |
| 17 | 31 juli 2009     | U2                                    | 57.887           |
| 18 | 31 juli 1998     | Rolling Stones                        | 57.662           |
| 19 | 21 juni 2003     | Bruce Springsteen & The E Street Band | 57.441           |
| 20 | 2 juli 2006      | Robbie Williams                       | 57.245           |
| 21 | 21 juni 2009     | AC/DC                                 | 57.205           |
| 22 | 1 juli 2006      | Robbie Williams                       | 56.967           |
| 23 | 3 augustus 2007  | Rolling Stones                        | 56.821           |
| 24 | 19 juni 1982     | Rolling Stones                        | 56.610           |
| 25 | 1 juli 2011      | Iron Maiden                           | 56.245           |
| 26 | 26 juli 2008     | Iron Maiden                           | 56.132           |
| 27 | 30 mei 2004      | Metallica                             | 55.802           |
| 28 | 4 juli 2012      | Madonna                               | 40.000           |
| 29 | 16 augustus 1997 | Michael Jackson                       | 50.000           |